# علي إبراهيم بيليه
علي إبراهيم بيليه (بالإنجليزية: Ali Ibrahim) هو لاعب كرة قدم غاني في مركز الهجوم، ولد في 1 سبتمبر 1969 في أكرا في غانا. شارك مع منتخب غانا لكرة القدم. أما مع النوادي، فقد لعب مع بادربورن 07 ودي غرافشاب وغازي عنتاب سبور وفاتنشايد 09 ونادي غراسهوبر زيوريخ ونادي فينترتور ونادي كاراكاس.

## وصلات خارجية
- علي إبراهيم بيليه على موقع اتحاد تركيا (لاعب) (الإنجليزية)
- علي إبراهيم بيليه على موقع قاعدة بيانات كرة القدم.إي يو (الإنجليزية)
- علي إبراهيم بيليه على موقع بيانات كرة القدم. دي إي (الألمانية)
- علي إبراهيم بيليه على موقع ناشيونال فوتبول تيمز (الإنجليزية)
- علي إبراهيم بيليه على موقع عالم كرة القدم.نت (الإنجليزية)